# Minister voor Asiel en Migratie
De minister voor Asiel en Migratie is een Nederlandse minister zonder portefeuille in het kabinet-Schoof. Deze functie is tijdelijk ingesteld op 19 juni 2025 vanwege de opsplitsing van het ministerie van Asiel en Migratie. Vanwege de val van het kabinet-Schoof en het feit dat de PVV zijn ministers terugtrok, ontstond er onenigheid over wie Marjolein Faber zou opvolgen als minister van Asiel en Migratie. De oplossing was het opsplitsen van de portefeuille, zodat iedere partij een deel beheerde, terwijl de eindverantwoordelijkheid bij de VVD kwam te liggen via David van Weel.

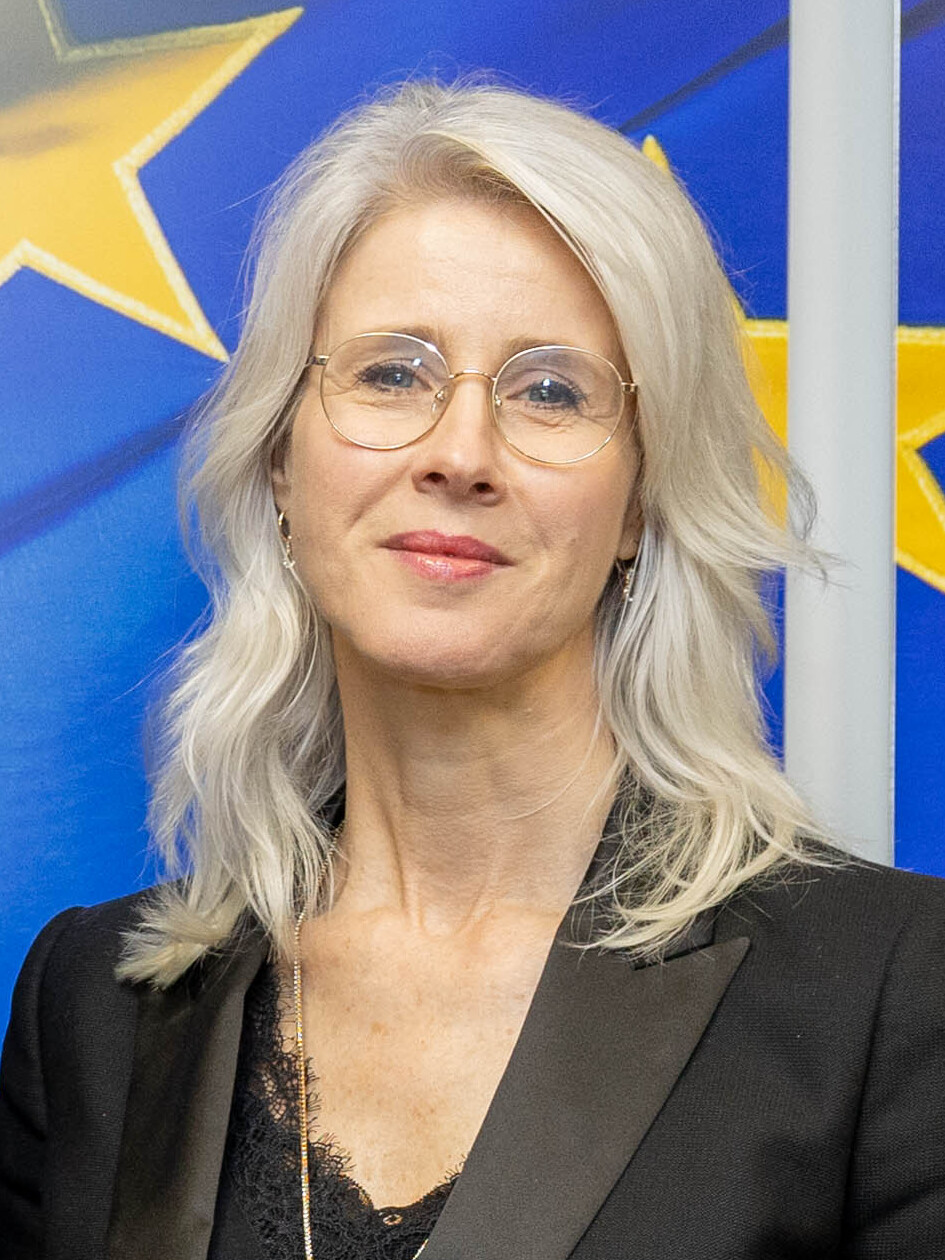
Mona Keijzer (BBB)

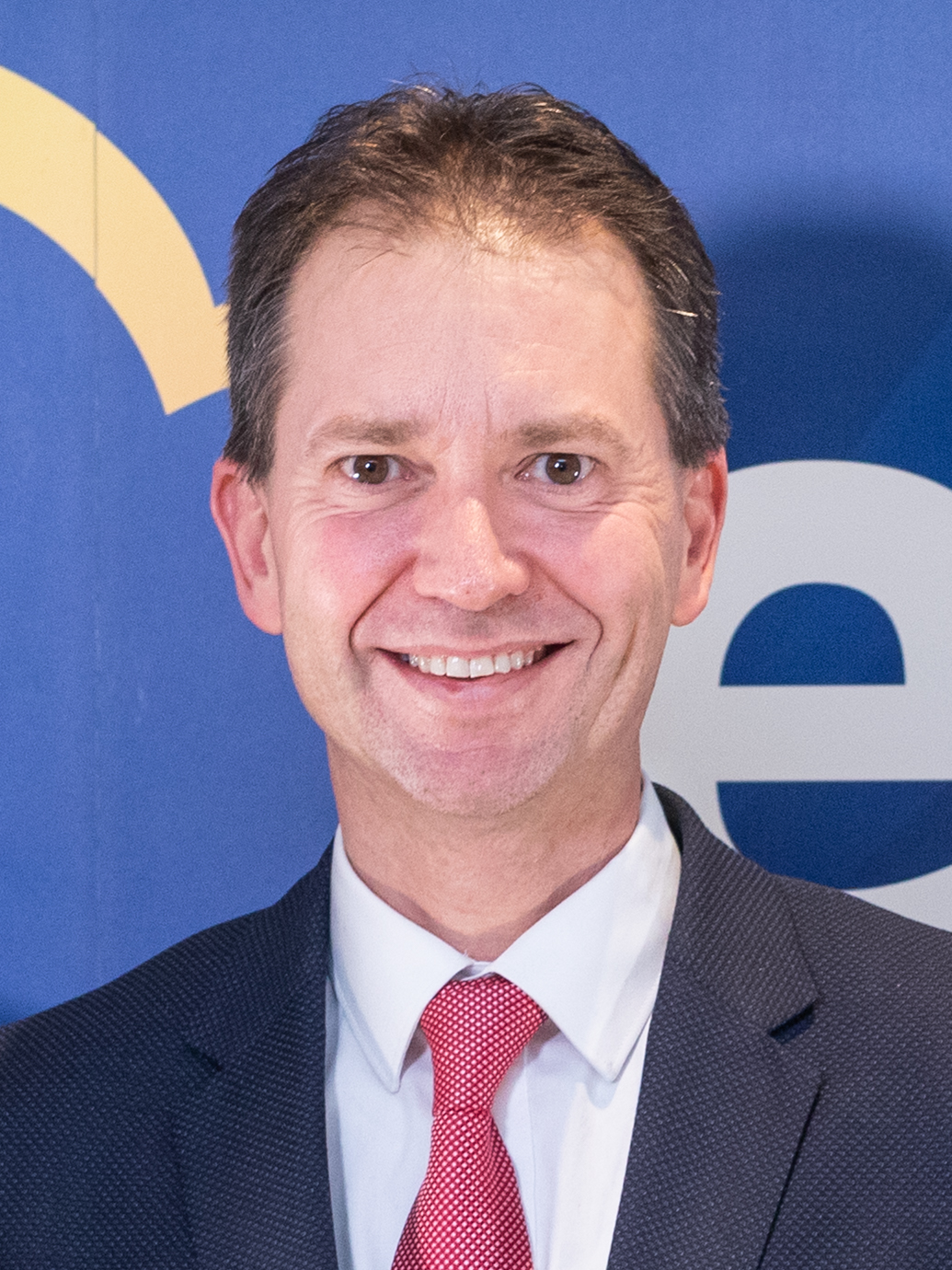
Eddy van Hijum (NSC)

Er werden twee ministers voor Asiel en Migratie aangesteld: Mona Keijzer (namens de BBB) en Eddy van Hijum (namens NSC).